# Quadricalcarifera pamela
Quadricalcarifera pamela är en fjärilsart som beskrevs av Alexander Schintlmeister 1993. Quadricalcarifera pamela ingår i släktet Quadricalcarifera och familjen tandspinnare. Inga underarter finns listade.